# Michael T. Lacey
Michael Thoreau Lacey (* 26. September 1959 in Abilene, Texas) ist ein US-amerikanischer Mathematiker, der sich mit harmonischer Analysis und Wahrscheinlichkeitstheorie beschäftigt.
Lacey studierte an der University of Texas at Austin (Bachelor-Abschluss 1981) und promovierte 1987 bei Walter Philipp an der University of Illinois at Urbana-Champaign. Danach war er Assistant Professor an der Louisiana State University, der University of North Carolina und der Indiana University (1989 bis 1996). Ab 1996 war er Associate Professor am Georgia Institute of Technology, wo er seit 2001 Professor ist. Er war unter anderem Gastwissenschaftler am Institute for Advanced Study (1997), dem Erwin-Schrödinger-Institut für Mathematische Physik in Wien, am Fields Institute in Toronto, in Buenos Aires, an der Universität Paris-Süd und der Universität Tours.
Lacey entwickelte mit Christoph Thiele die Theorie der bilinearen Hilbert-Transformation, wobei sie Vermutungen von Alberto Calderón lösten, und neue Methoden der Phasenraumanalyse (dafür erhielten sie den Salem-Preis). Mit Thiele gab er auch einen neuen Beweis des Satzes von Lennart Carleson über die punktweise Konvergenz von Fourierreihen für quadratintegrable Funktionen.
In seiner Dissertation beschäftigte er sich mit Wahrscheinlichkeitstheorie in Banachräumen. Mit seinem Lehrer Phillip gab er 1990 einen Beweis des almost sure central limit theorem (einer zuerst von Paul Lévy 1937 formulierten Variante des Zentralen Grenzwertsatzes).
2001 löste er mit Pascal Auscher, Steve Hofmann, Alan McIntosh und Philippe Tchamitchian das Kato-Wurzelproblem für elliptische Differentialoperatoren in drei und mehr Dimensionen. Außerdem beschäftigte er sich mit der Theorie der Small Ball Inequality, Fragen über die Irregularitäten der Verteilung von Punkten in Einheitskuben, die in unterschiedlichen Bereichen wie Geometrie der Zahlen, Wahrscheinlichkeitstheorie, harmonischer Analysis und Approximationstheorie auftauchten. Dabei führte er Arbeiten von József Beck weiter und arbeitete mit Armen Vagharshakyan und Dmitriy Bilyk zusammen.
2004 war er Fulbright Fellow und 2008 Guggenheim Fellow. 1998 war er Invited Speaker auf dem Internationalen Mathematikerkongress (ICM) in Berlin (On the bilinear Hilbert Transform). 1997 erhielt er mit Thiele den Salem-Preis. Er ist Fellow der American Mathematical Society.